# Josef Skružný
Josef Skružný (15. března 1871 Dolní Krč – 12. května 1948 Zbraslav) byl český spisovatel–humorista a filmový scenárista. Psal též pod pseudonymem Lapier (Humoristické listy).

## Život
Narodil se 15. března 1871 v rodině truhláře v Dolní Krči Vojtěcha Skružného (* 1826) a Barbory Zedlerové, provdané Humlové. Sestra Marie se narodila o čtyři roky později.
Otec Vojtěch (Adalbert) Skružný se podruhé oženil s Annou Mickovou (* 1855). Po otcově smrti jsou děti Josef a Marie v policejních přihláškách po roce 1890 vedeny jako děti jeho vdovy, Anny Polákové, ovdovělé Skružné (rozené Mickové).
Vyučil se kameníkem a pracoval u kamenických firem na Žižkově.
V roce 1905 se stal redaktorem Humoristických listů, kde pracoval jako redaktor a kreslíř. V Humoristických listech též často zveřejňoval svoje příspěvky. Jako redaktor se též spřátelil s Jaroslavem Haškem, který do redakce přinášel svoje rukopisy. Z listu odešel na odpočinek v roce 1930.  Je pohřben na hřbitově ve Zbraslavi, spolu s Annou Peroutkovou.

### Rodinný život
Podle dostupných dokladů byl minimálně do roku 1915 svobodný a bezdětný. Internetový blog udává, že v pozdním věku (okolo 60 let) měl dva syny, pozdějšího českého neonacistu Romana Skružného (1932–2004) a Josefa.

### Údajný fašismus Josefa Skružného
Internetový blog o synovi Romanu Skružném jako jediný zdroj udává, že Josef Skružný byl českým fašistou a svoje děti vychovával v tomto duchu . V době Protektorátu však bylo Josefu Skružnému 67–73 let, od roku 1930 již nebyl redaktorem, byl na odpočinku. Po roce 1938 mu již knihy nevyšly, filmy podle jeho námětů či scénářů nebyly natáčeny; jeho dílo je humoristické–nepolitické. Digitalizovaný český tisk z let 1939-1945 se o Josefu Skružném nezmiňuje, informace o údajném spisovatelově příklonu k fašismu není jinými zdroji potvrzena. O Skružného politických názorech se nezmiňuje ani Lexikon české literatury.

## Dílo

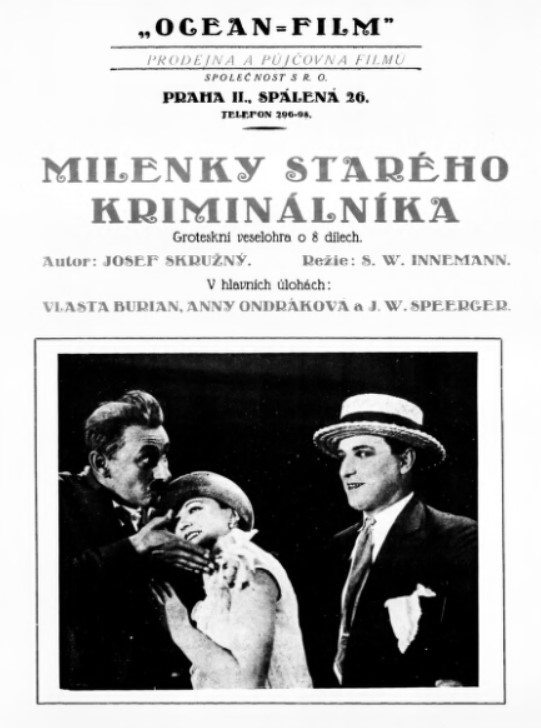
Vlasta Burian, Adina Mandlová a Jan W. Speerger, film Milenky starého kriminálníka (1927, scénář Josef Skružný)

Josef Skružný byl neobyčejně plodný autor humoristických textů, divadelních her a filmových scénářů. Časopisecky přispíval zejména do Humoristických listů. Obvykle publikoval jednu až dvě humoristické knihy a jednu až dvě divadelní komedie ročně. Databáze Národní knihovny ČR eviduje zhruba 80 jeho děl ve 151 vydáních. Časté jsou jeho jednoaktové scénky určené pro nenáročná provedení na mikulášských a silvestrovských zábavách. Knižní vydání vznikala převážně jako soubory humoresek, vydaných v Humoristických listech. Některá díla si sám ilustroval.
V letech 1918–1939 byl autorem čtrnácti námětů k filmům a devíti filmových scénářů podle svých divadelních a prozaických děl.
Pro dílo Josefa Skružného je charakteristický starosvětský dobromyslný humor. Nejúspěšnější tituly jsou:

### Venoušek a Stázička
V Humoristických listech vydával Josef Skružný příběhy, jejichž hrdinou byl nejprve učeň, později redaktor a ilustrátor Humoristických listů Venoušek Dolejš. Láskou této fiktivní postavičky s autobiografickými rysy byla Stázička Voňavková. Později autor přejmenoval Venouška Dolejše na Venouše Huňáčka.
Venoušek Dolejš (Huňáček) v jednotlivých příbězích reaguje žertovně na aktuální problémy, (např. Jak jsem sháněl aprovizaci z roku 1917, kdy paroduje shánění potravin na venkově za 1. světové války) píše fiktivní divadelní recenze (např. v roce 1910 na divadelní představení Strážný anděl domácnosti, které skutečně hrálo od roku 1909 Městské divadlo na Vinohradech) apod. Na bolševický převrat v Rusku reagoval příběh Jak jsem byl bolševikem  z roku 1920, kde se Venouš Huňáček parodicky pokoušel aplikovat bolševickou majetkovou rovnost.

#### Filmové zpracování
Hraný film Venoušek a Stázička vzniknul dvakrát:
- V roce 1922 natočil Svatopluk Innemann němý film Venoušek a Stázička. Do hlavní role učně Venouška obsadil budoucího spisovatele Adolfa Branalda, Stázičku hrála budoucí Innemannova manželka Zdena Kavková. Film se zachoval jen částečně.
- V roce 1939 byl natočen stejnojmenný zvukový film. Ten režíroval Čeněk Šlégl. Venouška představovala Věra Ferbasová, Stázičku Voňavkovou Eva Gerová.

Soubory časopiseckých příspěvků o Venouškovi Dolejšovi (Huňáčkovi) publikoval Josef Skružný knižně, též je upravil pro divadlo.
Obdobně (jako humorné fiktivní osobní vzpomínky) byl koncipován Denník Kačenky Strnadové, služebné v Praze, zveřejňovaný nejprve v Humoristických listech, později knižně. Příběhy byly zfilmovány roku 1926 pod názvem Lásky Kačenky Strnadové, režisérem byl jako u první verze Venouška a Stázičky Svatopluk Innemann, v hlavní roli opět Zdena Kavková, jejího nápadníka Vincka Kroutila představoval Vlasta Burian.

### Falešná kočička

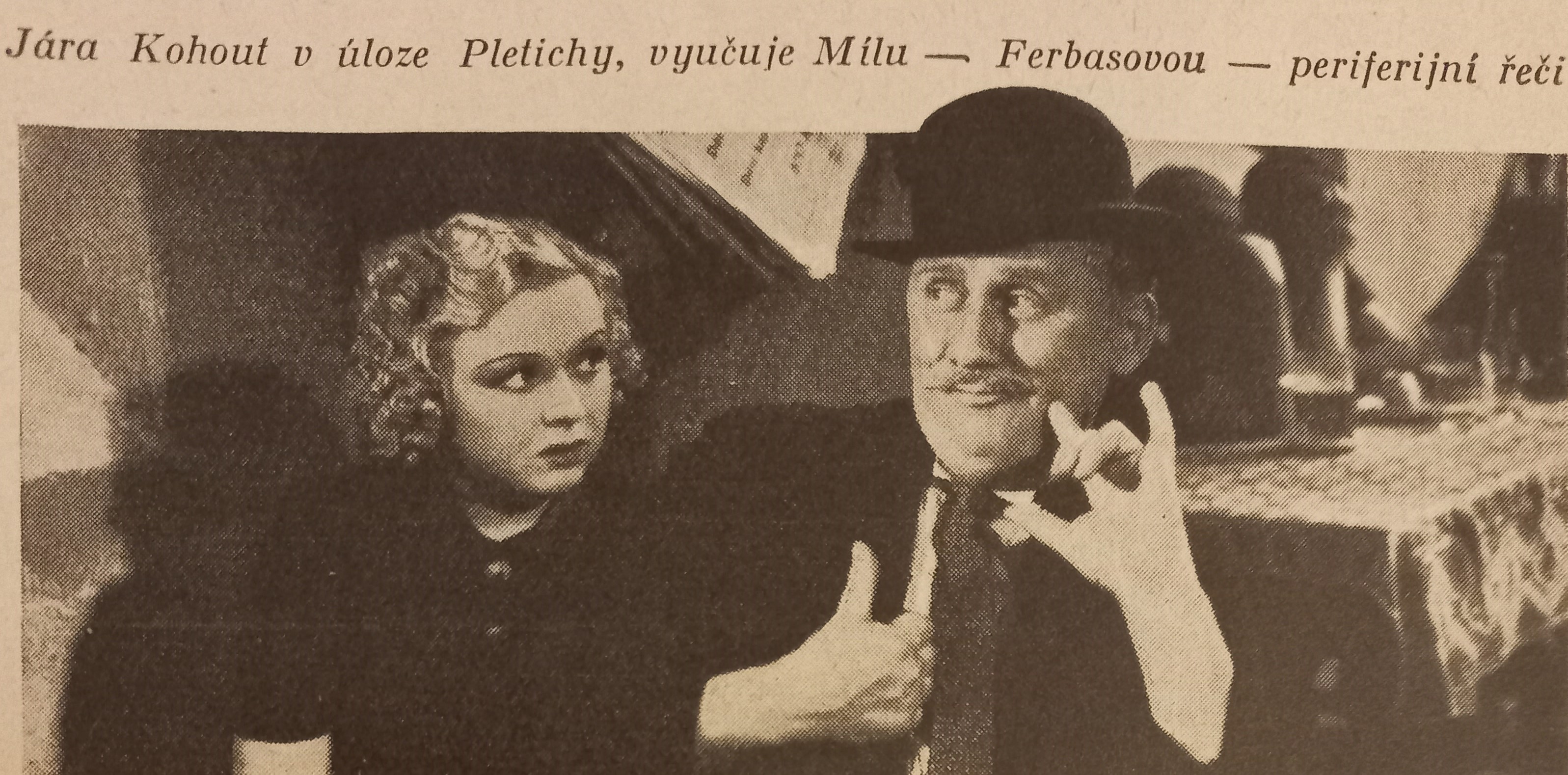
Věra Ferbasová, Jára Kohout, film Falešná kočička (1937)

Základem úspěchu byla stejnojmenná divadelní veselohra vydaná v roce 1924. Mladá dívka Míla chce získat ruku lékaře MUDr. Přelouče, který se nechce ženit. V převleku se vydává za mladou ženu z nižších vrstev, kterou chce její budoucí manžel „převychovat“. Aby její mluva vypadala věrohodně, najme si svérázného „učitele“ Vendelína Pletichu. Námět připomína Shawova Pygmaliona.

#### Filmové zpracování
Do filmové verze Falešná kočička byla převedena celkem třikrát.
- Němý film Falešná kočička natočil režisér Svatopluk Innemann v roce 1926. Film byl úspěšný především díky Vlastovi Burianovi v roli Vendelína Pletichy. Doktora Přelouče hrál Karel Hašler, Mílu Janotovou Zdena Kavková. Na scénáři se s Josefem Skružným podíleli režisér a Elmar Klos.
- Zvukový film Falešná kočička vzniknul v roce 1937, režisérem byl Vladimír Slavínský. Mílu Janotovou hrála Věra Ferbasová, MUDr. Vladimíra Přelouče Oldřich Nový. Vendelína Pletichu představoval Jára Kohout.[pozn. 3]
- Německá verze Falešné kočičky byla natočena v roce 1938, půl roku po verzi české. V Německu byla promítána pod názvem Heiraten – aber wenn?, v ČSR Zamilovaná srdce (pražská premiéra se konala 5. srpna 1938). MUDr. Přelouč byl přejmenován na MUDr. Felixe Hübnera a Oldřicha Nového v této roli nahradil Rolf Wanka, populární i v českých filmech.[19]

## Zajímavosti
- Některé zdroje uvádějí, že Josef Skružný byl strýcem režiséra Elmara Klose, se kterým často spolupracoval.[20] Podle serveru Filmový přehled však Klos o Skružném jako o „strýci“ pouze mluvil; ten měl být ctitelem Klosovy pratety.[21]
- Josef Skružný byl jedním ze signatářů prvního prohlášení Strany mírného pokroku v mezích zákona, kterou založil Jaroslav Hašek a jeho přátelé v roce 1911.[22]
- Skružného vila ve zbraslavské Ottově ulici nese název Venoušek a Stázička podle jednoho z nejznámějších autorových děl.[23]